# Magelona pitelkai
Magelona pitelkai är en ringmaskart som beskrevs av Hartman 1944. Magelona pitelkai ingår i släktet Magelona och familjen Magelonidae. Inga underarter finns listade i Catalogue of Life.